# وزارة إدارة الطوارئ (الصين)
وزارة إدارة الطوارئ (بالصينية: 中华人民共和国应急管理部) هي وزارة في الحكومة الشعبية الصينية مسؤولة عن إدارة الطوارئ والسلامة والصحة المهنية وخدمات الطوارئ في البلد.

## وصلات خارجية
- الموقع الرسمي
(باللغة الصينية)